# Jean-Louis Barrault
Jean-Louis Barrault (Le Vésinet, 8 september 1910 – Parijs, 22 januari 1994) was een Frans acteur.

## Levensloop
Barrault maakte op 21-jarige leeftijd zijn toneeldebuut. Vanaf 1935 regisseerde hij met zijn eigen toneelgezelschap en speelde hij in verscheidene films. Zijn bekendste filmrol was de mimespeler Baptiste Debureau in het drama Les Enfants du paradis (1945) van Marcel Carné. 
Vanaf 1940 was hij verbonden aan de Comédie-Française. In 1940 trouwde hij met actrice Madeleine Renaud. Samen richtten ze in 1947 het toneelgezelschap Compagnie Renaud-Barrault op in het Théâtre Marigny. Met dat gezelschap ging hij op tournee in Zuid-Amerika. Na hun terugkeer in 1959 werden Barrault en Renaud benoemd tot directeur van het Théâtre de l'Odéon.
Toen Barrault tijdens het oproer in mei 1968 de deuren van de schouwburg openzette voor de studenten, werd hij uit zijn ambt ontslagen door toenmalig minister van Cultuur André Malraux. Pas in 1974 slaagde het gezelschap van Barrault erin een nieuw theater op te starten in het Gare d'Orsay. 
Toen het theater in 1981 moest wijken voor het huidige museum, bouwde de Franse staat aan de Champs-Élysées het Théâtre du Rond-Point dat Barrault en Renaud tot hun beider dood in 1994 leidden.

## Toneel (selectie)

### Klassieke Franse werken
- 1943 - Phèdre van Racine
- 1946 - Les Fausses Confidences van Marivaux
- 1947 - Amphitryon van Molière
- 1949 - Les Fourberies de Scapin van Molière
- 1951 - On ne badine pas avec l'Amour van Alfred de Musset
- 1954 - Le Misanthrope van Molière
- 1955 - Bérénice van Racine

### Moderne Franse werken
- 1943 - Le Soulier de satin van Paul Claudel
- 1948 - Occupe-toi d'Amélie van Georges Feydeau
- 1950 - Marlborough s'en va-t-en guerre van Marcel Achard
- 1950 - Les Mains sales van Jean-Paul Sartre
- 1955 - Intermezzo van Jean Giraudoux

### Anderstalige werken
- 1946 - Hamlet van William Shakespeare
- 1954 - De kersentuin van Anton Tsjechov
- 1955 - Orestie van Aeschylus

## Filmografie (selectie)
- 1936 - Mayerling (Anatole Litvak)
- 1936 - Jenny (Marcel Carné)
- 1937 - Drôle de drame (Marcel Carné)
- 1945 - Les Enfants du paradis (Marcel Carné)
- 1950 - La Ronde (Max Ophüls)
- 1959 - Le Testament du docteur Cordelier (Jean Renoir)
- 1961 - Le Miracle des loups (André Hunebelle)
- 1962 - The Longest Day (Darryl F. Zanuck)
- 1982 - La Nuit de Varennes (Ettore Scola)